# Nupserha quadrioculata
Nupserha quadrioculata är en skalbaggsart som först beskrevs av Carl Peter Thunberg 1787. Nupserha quadrioculata ingår i släktet Nupserha och familjen långhorningar.
Artens utbredningsområde är:
- Laos.
- Myanmar.
- Nepal.

Inga underarter finns listade i Catalogue of Life.